# Karel Skoupý
Karel Skoupý (30. prosince 1886 Lipůvka – 22. února 1972 Brno) byl český římskokatolický duchovní a teolog, 12. biskup brněnský (1946–1972).

## Život

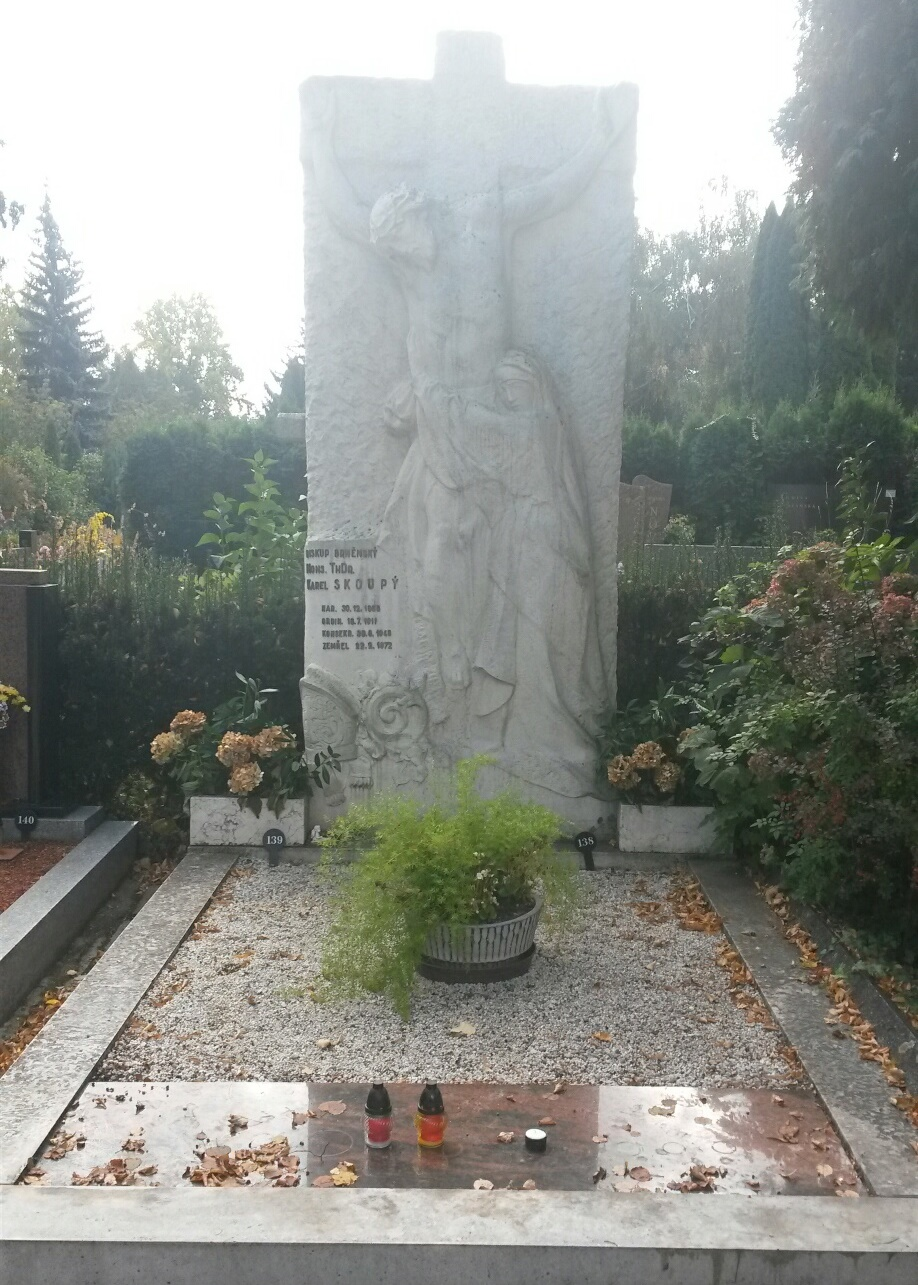
Hrob biskupa Skoupého na Ústředním hřbitově v Brně

Na kněze byl vysvěcen 16. července 1911, po vysvěcení působil takřka kontinuálně v brněnském semináři, kde vyučoval Nový zákon: téměř půl století tedy působil jako vychovatel budoucích kněží. Papež Katolické církve Pius XII. ho 3. dubna 1946 jmenoval novým biskupem brněnským a 30. června 1946 byl vysvěcen (hlavní světitel: královéhradecký diecézní biskup Mořic Pícha). Hned od roku 1946 věnoval velkou pozornost výchově kněžského dorostu a katolickému školství, v roce 1947 otevřel Biskupské gymnázium Brno. Po únorovém převratu 1948 se biskup Skoupý podobně jako ostatní biskupové stal obětí represí ze strany komunistického vedení státu. V roce 1950 byl nezákonně internován ve své rezidenci na Petrově a bylo mu znemožněno vykonávat biskupský úřad. V roce 1953 byla internace prohloubena v naprostou izolaci – od 19.5.1953 až do 5.10. 1963 byl držen na utajovaných místech(a to mimo svou diecézi) a byl mu znemožněn kontakt s okolním světem. V roce 1963 byla tato internace uvolněna a dál žil pod dohledem StB v charitním domově v Žernůvce u Tišnova. Až 22. června 1968 se za přechodného uvolnění politických poměrů znovu ujal svého úřadu, od počátku 70. let však bylo jeho působení komunistickými orgány znovu omezováno. Poté, co 22. února 1972 zemřel, normalizační komunistický režim až do svého pádu/1989/ znemožňoval jmenování jeho nástupce. Diecézi vedl v letech 1972–1990 podle kanonického práva zvolený kapitulní vikář Mons. Ludvík Horký, který už za působení biskupa Karla Skoupého byl jeho generálním vikářem v diecézi. Dne 11. září 2021 u příležitosti 650. výročí založení obce Lipůvka převzal v zastoupení tehdejší brněnský diecézní biskup Mons. ThLic. Vojtěch Cikrle čestné občanství od jeho rodné obce. 